# Karla López
Karla Marina López Rivera, född 28 januari 1977 i San Salvador i El Salvador, är en svensk politiker (tidigare miljöpartist). Hon var ordinarie riksdagsledamot för Miljöpartiet 2006–2007, invald för Göteborgs kommuns valkrets.

## Biografi
López kom till Sverige 1987 som politisk flykting och växte upp i Uddevalla. 

### Riksdagsledamot
López valdes in i riksdagen vid riksdagsvalet 2006. I riksdagen var hon suppleant i försvarsutskottet och utrikesutskottet samt deputerad i sammansatta utrikes- och försvarsutskottet.
Efter drygt ett år i riksdagen, den 13 november 2007, lämnade hon sin riksdagsplats och gick även ur Miljöpartiet. Detta i protest mot att Miljöpartiet hade gått med på att Sverige skulle skicka stridande soldater till internationella insatser, trots att det gick emot kongressbeslut. Vid den tiden var det aktuellt med stridande svenska soldater i Afghanistan via den Nato-ledda ISAF (International Security Assistance Force).
Lage Rahm utsågs till ny ordinarie riksdagsledamot från och med 14 november 2007.

### Företagare
2010 startade López ett företag som säljer ekologiska kläder.